# علي قاقرين
حيدر حسن الصديق الشهير بلقب علي قاقرين (1 أبريل 1949 - 12 فبراير 2025)، هو دكتور دبلوماسي ولاعب كرة قدم سوداني، هو نجم الكرة السودانية في عصرها الذهبي. لاعب دولي سابق بنادي الهلال السوداني والهداف الأشهر في منتخب السودان في حقبة السبعينات من القرن العشرين.
اشتهر بلقب الرمح الملتهب وهو الهداف التاريخي لمنتخب السودان ونادي الهلال السوداني. ويعتبر هدافا تاريخيا لمباريات القمة السودانية الهلال والمريخ بإحرازه لعدد 19 هدفا في شباك المريخ وهو رقم قياسي صامد لأكثر من أربعين عاما.

## وفاته
توفي يوم الأربعاء 12 فبراير 2025م بالعاصمة المصرية القاهرة، عن خمسةٍ وسبعين سنة.

## وصلات خارجية
- علي قاقرين على موقع ناشيونال فوتبول تيمز (الإنجليزية)
- حيدر حسن الصديق (علي قاقرين)..الرياضي والدبلوماسي